# Ian Soler Pino
Ian Soler Pino (n. Prats de Llusanés, Barcelona, 23 de enero de 1996), más conocido como Ian Soler, es un futbolista español. Juega de defensa central y su equipo actual es el US Alessandria Calcio 1912 de la Serie C de Italia.

## Trayectoria
Nacido en Prats de Lluçanès, Barcelona, Cataluña, Ian representó a Damm CF, RCD Espanyol y UD Almería en categoría juvenil antes de emprender su primera aventura al extranjero con el Fulham Football Club para jugar en su equipo sub-23 el 5 de septiembre de 2015.
En el filial del club inglés jugó durante la temporada 2015-16 y regresó a su país de origen en agosto de 2016 para jugar en las filas del Fútbol Club Jumilla del Grupo IV de Segunda División B.
El 11 de septiembre de 2016, Soler hizo su debut en el Fútbol Club Jumilla en una victoria por 2-0 en casa contra el Real Murcia. En el conjunto jumillano disputa nueve partidos, durante la primera vuelta del campeonato.
El 11 de enero de 2017, firmó un contrato con el Club Atlético Malagueño en Tercera División en el que jugaría durante dos temporadas y media. Soler anotó su primer gol con el Club Atlético Malagueño el 22 de enero de 2017, anotando el cuarto gol de su equipo en una victoria por 4–3 al Motril.
Hizo su debut con el primer equipo del Málaga Club de Fútbol el 28 de noviembre de 2017, en un empate 1–1 en casa contra el CD Numancia para la Copa del Rey de la temporada.
En las filas del Club Atlético Malagueño conseguiría un ascenso a la Segunda División B y sufriría el descenso a Tercera División durante la temporada siguiente, la 2018-19. 
El 19 de septiembre de 2019, se unió al MFK Zemplín Michalovce de la Superliga de Eslovaquia firmando un contrato por dos temporadas. Ian hizo su debut en Eslovaquia el 29 de septiembre de 2019, contra Nitra, en una victoria por cero goles a dos. 
Durante la temporada 2019-20, disputa 14 partidos con un gol anotado en la Superliga de Eslovaquia.
En la temporada 2021-22, firma por el Zagłębie Lubin de la Ekstraklasa, en el que juega hasta enero de 2022, cuando rescinde su contrato con el conjunto polaco.
El 18 de febrero de 2022, firma por el Louisville City FC de la USL Championship, la segunda categoría del fútbol estadounidense.
El 15 de marzo de 2023, firma por el FK Riteriai de la A Lyga.

## Clubes
| Club                        | País           | Año           |
| --------------------------- | -------------- | ------------- |
| Fulham Football Club Sub-23 | Inglaterra     | 2015-2016     |
| Fútbol Club Jumilla         | España         | 2016          |
| Atlético Malagueño          | España         | 2017-2019     |
| MFK Zemplín Michalovce      | Eslovaquia     | 2019-2021     |
| Zagłębie Lubin              | Polonia        | 2021-2022     |
| Louisville City FC          | Estados Unidos | 2022-2023     |
| FK Riteriai                 | Lituania       | 2023          |
| US Alessandria Calcio 1912  | Italia         | 2024-presente |